# مارا، آراگن
مارا، آراگن (به اسپانیایی: Mara) یک دهستان در اسپانیا است که در استان ساراگوسا واقع شده‌است. مارا ۲۱٫۰۸ کیلومتر مربع مساحت و ۲۱۲ نفر جمعیت دارد و ۶۸۸ متر بالاتر از سطح دریا واقع شده‌است.